# Sainte-Geneviève (Manche)
Sainte-Geneviève – miejscowość i gmina we Francji, w regionie Normandia, w departamencie Manche.
Według danych na rok 1990 gminę zamieszkiwało 256 osób, a gęstość zaludnienia wynosiła 52 osoby/km² (wśród 1815 gmin Dolnej Normandii Sainte-Geneviève plasuje się na 635. miejscu pod względem liczby ludności, natomiast pod względem powierzchni na miejscu 889.).